# Ngựa Camargue

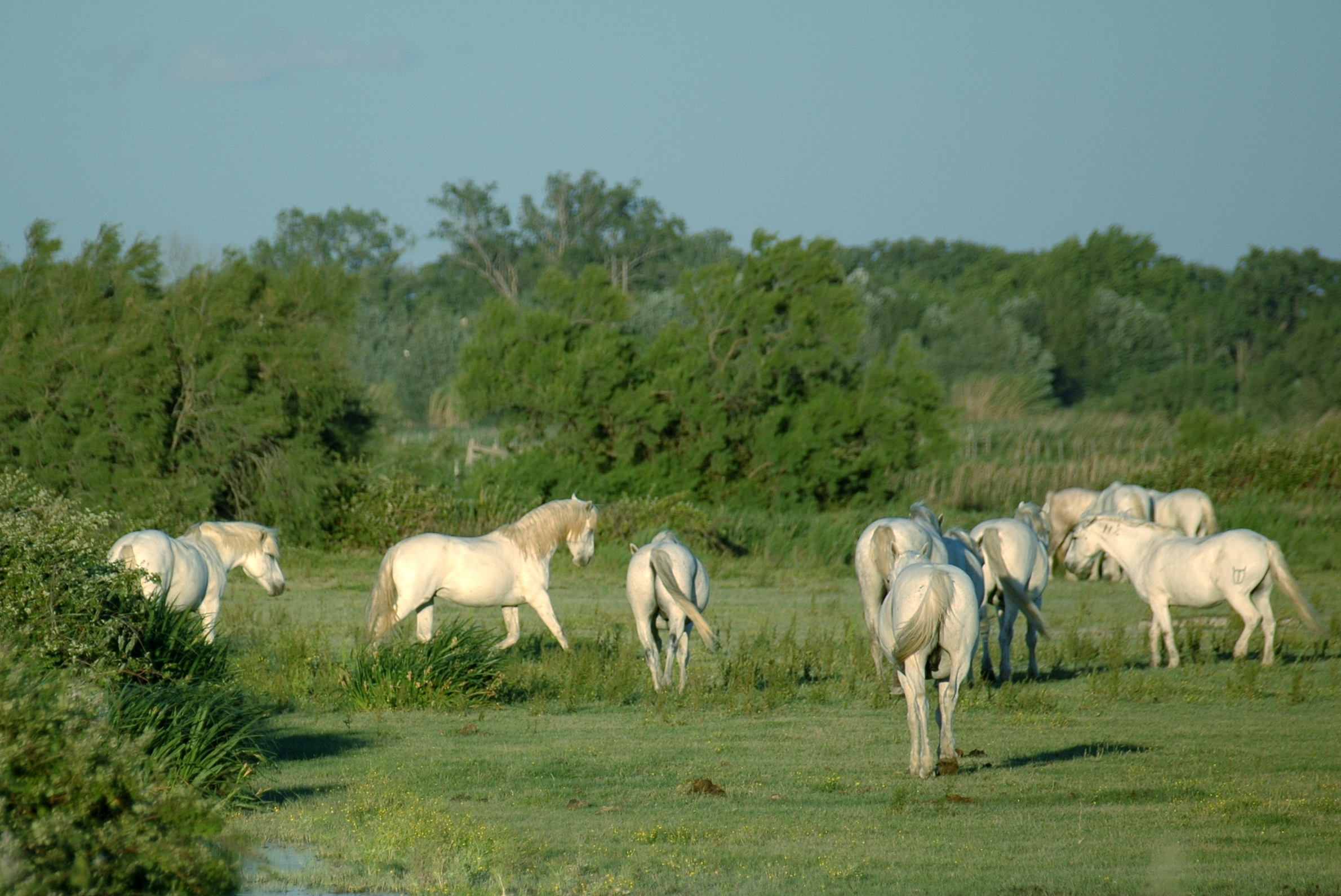
Một đàn ngựa trắng ở Camargue

Ngựa Camargue là một giống ngựa cổ xưa bản địa của vùng Camargue thuộc miền Nam của nước Pháp. Nguồn gốc của chúng vẫn còn mơ hồ nhưng rõ ràng chúng là một trong những giống ngựa cổ xưa nhất. Ngựa trắng quý hiếm Camargue là một trong những giống ngựa lâu đời nhất trên thế giới, sống tự do trong các đầm lầy nhỏ ở Camargue, vùng đất ngập nước ở đồng bằng sông Rhone, nước Pháp. Ngựa Camargue khi sinh ra chúng có màu nâu sẫm hoặc đen, đến 4-5 tuổi bộ lông dần chuyển sang màu trắng. Chúng nhanh nhẹn, dũng cảm và khỏe mạnh, có khả năng chịu được thời tiết khắc nghiệt trong một thời gian dài mà không có thức ăn, ngựa Camague, loài động vật biểu tượng cho tinh thần tự do, phóng khoáng. Ngựa trắng Camague là hậu duệ của loài ngựa quý thời Napoleon là những con ngựa đã hiện diện cách đây 17.000 năm trước. 

## Tập tính

Bức hình đàn ngựa trắng phi trên nước

Chúng có thói quen chạy thành từng đàn trên sông cạn. Những con bạch mã trắng muốt hiện lên thật đẹp đẽ dưới ánh hoàng hôn rực rỡ của dòng sông Rhone. Nhiếp ảnh gia chụp được những khoảnh khắc khi những chú ngựa vùng vẫy trên sông nước. Đàn ngựa phi nước đại dưới bóng hoàng hôn dọc dòng sông Rhone, gần Arles, Pháp. Bầy ngựa thể hiện sự tự do, phóng khoáng trong thiên nhiên hoang dã, tạo nên những hình ảnh đẹp. Những hình ảnh do nhiếp ảnh gia Xavier Oretgas Ojuel là người Tây Ban Nha, nhanh tay chụp được. Hình ảnh bạch mã phi nước đại những tưởng chỉ xuất hiện trong trí tưởng tượng hiện lên thật sống động trong không gian bao la. Nhiếp ảnh gia Xavier đến vùng này ít nhất 3 lần để chụp được những khoảnh khắc hiếm có của loài động vật quý hiếm nhất là hình ảnh những con ngựa trắng phi nước đại khuấy động cả khúc sông.